# Wendy Williams
Wendy Joan Williams-Hunter (nascuda com a Wendy Joan Williams, Ocean, 18 de juliol de 1964) és una presentadora, actriu, dissenyadora de moda estatunidenca. Entre 2008 i 2023 va presentar el popular programa de televisió The Wendy Williams Show.
Abans de la televisió, Williams va ser DJ i presentadora de ràdio i ràpidament es va donar a conèixer a Nova York com a shock jockette. Va guanyar notorietat per les seves discussions en directe amb famosos i, de fet, el seu programa radiofònic va ser el tema de la sèrie de televisió de VH1 The Wendy Williams Experience. Va entrar a formar part del National Radio Hall of Fame el 2009.
Ha escrit una autobiografia que va ser un best-seller i sis llibres més, i ha creat diverses línies de productes que inclouen una marca de moda, una col·lecció de joieria i una altra de perruques. En el seu 50è aniversari, l'ajuntament d'Asbury Park va canviar el nom del carrer on va créixer pel de Wendy Williams Way.